# Wetsvoorstel-Halsema constitutionele toetsing
Het wetsvoorstel-Halsema constitutionele toetsing was een initiatiefwetsvoorstel van het GroenLinks-Kamerlid Femke Halsema dat beoogde de Nederlandse Grondwet zodanig te wijzigen dat grondwettelijke toetsing van formele wetten door de rechter in bepaalde gevallen mogelijk zou worden.

## Inhoud en strekking van het wetsvoorstel
Artikel 120 Grondwet luidt:
De rechter treedt niet in de beoordeling van de grondwettigheid van wetten en verdragen.
Met deze initiatiefwet zou aan deze bepaling een tweede lid worden toegevoegd, luidende:
Wetten vinden evenwel geen toepassing indien deze toepassing niet verenigbaar is met de artikelen 1, 2, derde en vierde lid, 3 tot en met 9, 10, eerste lid, 11 tot en met 17, 18, eerste lid, 19, derde lid, 23, tweede, derde, vijfde, zesde en zevende lid, 54, 56, 99, 113, derde lid, 114, 121 en 129, eerste lid.
Deze bepaling zou toetsing aan de subjectieve grondrechten mogelijk maken, en bovendien aan het verbod op de doodstraf, de regeling van de dienstplicht, de wijze van verkiezing van de Tweede Kamer en nog enkele andere bepalingen.

## Aanvaarding van het wetsvoorstel in eerste lezing
Het voorstel werd op 14 oktober 2004 in eerste lezing aangenomen door de Tweede Kamer. SP, GroenLinks, PvdA, Groep Wilders, D66, VVD, ChristenUnie, SGP en LPF stemden voor. 
Pas op 2 december 2008 werd het voorstel behandeld in de Eerste Kamer. Daar haalde het een nipte meerderheid. Het kabinet-Balkenende IV adviseerde de senatoren tegen te stemmen. "De voordelen van de grondwetswijziging wegen niet op tegen de nadelen”, stelde minister van Binnenlandse Zaken Ter Horst in het debat over het wetsvoorstel. Aanvankelijk leek het voorstel bij de stemming te zullen stranden, omdat de PvdA-fractie had aangekondigd geen fractiediscipline te zullen toepassen. Eerste Kamerlid Rehwinkel (PvdA), zelf een verklaard voorstander van het voorstel, kon niet instaan voor het stemgedrag van enkele van zijn fractiegenoten, maar hij bleek hen toch te hebben overgehaald allemaal voor het wetsvoorstel te stemmen.  Bij hoofdelijke stemming stemden de aanwezige leden van de fracties van PvdA, SP, GroenLinks, ChristenUnie, D66, Partij voor de Dieren, Onafhankelijke Senaatsfractie en de fractie-Yildirim voor (37 stemmen). De aanwezige leden van de fracties van CDA, VVD en SGP stemden tegen (36 stemmen). 
Voorstanders van de grondwettelijke toetsing menen dat dergelijke toetsing een goede waarborg vormt tegen machtsmisbruik door de overheid, tegenstanders vrezen dat een dergelijke toetsing de functie van het parlement uitholt om wetgeving te wegen in het algemeen belang.

## Tweede lezing en intrekking
Sinds 2008 wachtte het wetsvoorstel op een tweede lezing. In beide Kamers was een tweederdemeerderheid nodig om de grondwetswijziging door te voeren. Naar verluidt had de fractieleider van de VVD in de Tweede Kamer kenbaar gemaakt dat de VVD-fractie het voorstel in tweede lezing niet zou steunen, waarmee de VVD terugkeerde naar de positie die zij voorheen en in eerste lezing in de Eerste Kamer innam. Een tweederdemeerderheid leek daarom onhaalbaar. GroenLinks-Kamerlid Liesbeth van Tongeren had de verdediging van het wetsvoorstel inmiddels overgenomen.
De status van het wetsvoorstel kwam op 11 april 2017 in de Tweede Kamer aan de orde bij de behandeling van een ander voorstel tot wijziging van de Grondwet. Tijdens het debat verklaarde minister Ronald Plasterk van Binnenlandse Zaken dat hij het voorstel als feitelijk vervallen beschouwt, omdat een te lange periode verstreken is sinds de indiening ervan in tweede lezing in 2010. Het voorstel alsnog behandelen zou in strijd zijn met de Grondwet. Op 31 mei 2017 besloot de Tweede Kamer hierover advies te vragen aan de Raad van State, nadat Kees van der Staaij (SGP) en Ronald van Raak (SP) een motie hadden ingediend, strekkende tot vaststelling dat het wetsvoorstel geacht moet worden te zijn verworpen. Op 29 september 2017 oordeelde de Afdeling advisering van de Raad van State met de minister dat het wetsvoorstel geacht moest worden te zijn vervallen. De Afdeling voegde daaraan toe dat het aan de Tweede Kamer was om dit vast te stellen.
Bij brief van 18 september 2018 is het wetsvoorstel door het lid Buitenweg overgenomen en ingetrokken. De commissie Binnenlandse Zaken overwoog dat deze enkele mededeling ontoereikend was en stelde bij brief van 27 september 2018 aan de Kamer voor bij stemming te besluiten dat het wetsvoorstel vervallen is. Op 9 oktober 2018 werd conform het voorstel van de commissie besloten.